# Töjsan Gulåsen
Töjsan Gulåsen este o arie protejată (arie specială de conservare — SAC, sit de importanță comunitară — SCI) din Suedia întinsă pe o suprafață de 4,1 ha, integral pe uscat.

## Localizare
Centrul sitului Töjsan Gulåsen este situat la coordonatele 63°28′58″N 14°54′46″E / 63.4827°N 14.9127°E.

## Înființare
Situl Töjsan Gulåsen a fost declarat sit de importanță comunitară în iulie 2000 pentru a proteja 1 specie de animale. Situl a fost protejat și ca arie specială de conservare în martie 2011.

## Biodiversitate
Situată în ecoregiunea boreală, aria protejată conține 3 habitate naturale: Izvoare fino-scandinave și mlaștini produse de izvoare bogate în minerale, Taiga vestică, Mlaștini alcaline.
La baza desemnării sitului se află o specie protejată de  nevertebrate: Vertigo genesii.